# Hermann Crusius
Hermann Crusius (auch Cruse; * 1640 [getauft 23. November] in Moers; † 11. April 1693 ebenda) war ein deutscher Altphilologe, Schriftsteller und Lehrer.

## Leben
Crusius besuchte die Lateinschule (das spätere Gymnasium Adolfinum) in seiner Heimatstadt Moers und anschließend die Universität Duisburg. Mit noch nicht einmal 25 Jahren wurde er 1665 Rektor der Lateinschule in Elberfeld. Von 1680 bis zu seinem Tode 1693 war er Rektor der Lateinschule in Moers. Trotz zeitweiliger Beeinträchtigung durch Kriegshandlungen im Laufe des Pfälzischen Erbfolgekriegs konnte er, auch mit Hilfe der Stiftung eines früheren Schülers, die Schule ausbauen und eine sechste Klassenstufe hinzufügen. Crusius veröffentlichte Epigramme (Duisburg 1679) und zwei Reden auf den englischen König Wilhelm III. (Duisburg 1689 und 1691), daneben Gelegenheitsgedichte.

## Werke
- Hermanni Crusii Mevrsani Scholae Erberfeldanae R. Epigrammatum Libri IX. Sas, Duisburg 1679.
- Oratio Epigraphica, Sive Applausus Gratulatorius In Natalem Gvilielmi Tertii, Magnae Britanniae, Franciae, Et Hiberniae Regis, Defensoris Fidei, Monarchae Gloriosissimi, Pii, Clementis, Magnanimi &c. &c. &c. Foederatae Belgicae Supremi Gubernatoris, &c. &c. &c. Oblatus ab Hermanno Crusio, Meursano, Gymnasii Patrii Rectore. Sas, Duisburg 1689.
- Oratio Epigrammatica, De Pietate, Et Fortitudine Guilielmi Tertii, Magnae Britanniae, Franciae, Et Hiberniae Regis, Defensoris Fidei, Monarchae Gloriosissimi, Pii, Clementis, Magnanimi &c. &c. &c., Foederatae Belgicae Supremi Gubernatoris &c. &c. &c. Habita In Auditorio Meursano, ab Hermanno Crusio, Gymnasii Patrii Rectore. Sas, Duisburg 1691.